# Filière universitaire de médecine générale
 (septembre 2017).
La FUMG ou filière universitaire de médecine générale regroupe l'ensemble des acteurs universitaires prenant part à l'enseignement, à la recherche et à l'exercice de la médecine générale en France.
La filière débute par l'internat de médecine générale, dispensé dans les 36 départements de médecine générale, chacun affiliés à une UFR de médecine. L'internat de médecine dure 6 semestres (3 ans). En 2014, c'est le plus court des internats. Les internes de MG peuvent être représentés par l'Inter-syndicale nationale autonome représentative des internes de médecine générale (ISNAR-IMG), le SNJMG ou l'ISNI.
Certains internes peuvent devenir CCU-MG, partageant leur temps entre un cabinet de médecine générale et la faculté où ils sont enseignants-chercheurs contractuels. Ce titre ouvre l'accès au secteur 2 de la convention médicale depuis 2016. Les anciens CCU-MG n'ayant pas encore un dossier suffisant pour postuler à un poste de MCU peuvent devenir chefs de clinique associés. Il s'agit de l'équivalent du statut d'AHU qui existe dans les spécialités hospitalières. Les chefs de clinique de MG sont représentés par ReAGJIR ou l'ISNCCA.
La sous-section 53.03 du CNU peut nommer des MCU et de PU de médecine générale. En 2014, ils étaient 47. Il existe en parallèle des postes de maîtres de conférence et de professeurs associés. En 2014, ils étaient 200.
La FUMG regroupe également les MSU. Médecins généralistes installés, exerçant depuis plus de 3 ans, ils accueillent à leur côté des externes et des internes en médecine générale. En 2014, ils étaient 7000.
L'ensemble des enseignants de médecine générale peut adhérer au CNGE. Ils sont représentés par le SNEMG.